# MicroMacro: Crime City
MicroMacro: Crime City es un juego de mesa para entre uno y cuatro jugadores creado por el diseñador de juegos Johannes Sich y publicado en 2020 por Edition Spielwiese.
MicroMacro: Crime City es un juego que consiste en ir desgranando una serie de 16  casos (en solitario o de forma cooperativa) que se desarrollan en un enorme mapa que contiene una ciudad dibujada en perspectiva isométrica. Cada caso comienza con una pequeña pista que ubica a los jugadores en el mapa y, a partir de ella, tienen que deducir qué ha pasado, encontrando una sucesión de hechos. Cuando los jugadores creen haber completado la historia consultarán las cartas de pistas para ir comprobando si han acertado.
Separados en distintos niveles de dificultad y con diferentes recomendaciones de edad dependiendo de lo escabroso que pueda llegar a ser el caso, el propósito del juego no está sólo en intentar encontrar al asesino, sino que a veces se nos pide averiguar otras cuestiones como qué pasó con el arma homicida, cuál fue el motivo del asesinato, o rebobinar todo lo sucedido para saber dónde vivía la víctima.
Existe una edición en español a cargo de SD Games.

## Secuelas
MicroMacro: Crime City ha generado tres secuelas, cada una con el mismo formato básico, pero con un nuevo mapa de la ciudad y nuevos casos por resolver. El subtítulo de cada secuela toma su nombre de un término del póker. La edición final, MicroMacro: Crime City – Bonus Box, se publicó en 2023 y utiliza los cuatro mapas de la ciudad simultáneamente e incluye cuatro casos que transcurren por toda Crime City.
- MicroMacro: Crime City – Full House se publicó en agosto de 202. Incluía un nuevo mapa con 16 nuevos casos por resolver. El editor describió el juego como «más complejo, sofisticado y, por supuesto, un poco más criminal», pero también incluía iconos con cada caso que indicaban su idoneidad para niños pequeños.[4]

- MicroMacro: Crime City – All In se publicó en 2022. Aunque nuevamente se trata de un paquete independiente, varias historias de ediciones anteriores continúan en All In .

- MicroMacro: Crime City – Showdown se publicó en diciembre de 2023.
- Los Especiales de Instagram son casos disponibles en la cuenta oficial de Instagram del juego, disponibles desde diciembre de 2022 para los usuarios mientras esperan futuras publicaciones.[5]

## Premios y nominaciones
Entre otras distinciones, MicroMacro: Crime City ha obtenido las siguientes:
- 2021 Ganador del premio Spiel des Jahres
- 2021 Nominado al International Gamers Award en la categoría de dos jugadores
- 2021 Nominado al International Gamers Award en la categoría de solitario.
- 2021 Mención especial del premio Gioco dell’Anno
- 2021 Ganador del premio  As d'Or
- 2020 Nominado al premio Meeples Choice Award
- 2020 Premio Golden Geek al juego más innovador.
- 2020 Premio Golden Geek en la categoría de juego ligero.